# Antonio Nusa
Antonio Eromonsele Nordby Nusa (Ski, 17 de abril de 2005) é um futebolista norueguês que atua como atacante. Atualmente, joga pelo RB Leipzig.

## Vida pessoal
Nascido na Noruega, Nusa é descendente de nigerianos por parte de pai.

## Carreira

### Stabæk
Começando sua carreira em Langhus IL, ele se mudou para a seção juvenil do Stabæk aos 13 anos. Ele teve a chance de jogar pelo time titular no início de 2021, marcou em um amistoso e, posteriormente, assinou pelo clube. Ele fez sua estreia na Eliteserien em maio de 2021 contra o Rosenborg e marcou seu primeiro gol em junho de 2021 contra o Bodø/Glimt.

### Club Brugge
Durante o último dia de transferência do verão de 2021, ele assinou contrato com o Brugge. Em 13 de setembro de 2022, ele marcou um gol em sua estreia na Liga dos Campeões na vitória por 4 a 0 fora de casa contra o Porto. Além disso, tornou-se o jogador mais jovem a marcar na estreia na competição.

### RB Leipzig
No dia 13 de agosto de 2024, assinou um contrato de cinco anos com o RB Leipzig.

## Carreira internacional
Nusa foi convocado pela Seleção Sub-19 da Noruega para a fase de qualificação de elite da Euro Sub-19 de 2023 e marcou uma vitória espetacular na vitória por 2 a 1 sobre a França em Orléans 
Nusa também foi convocado pela Seleção Sub-21 da Noruega para disputar a Euro Sub-21 de 2023.